# Roald Goethe

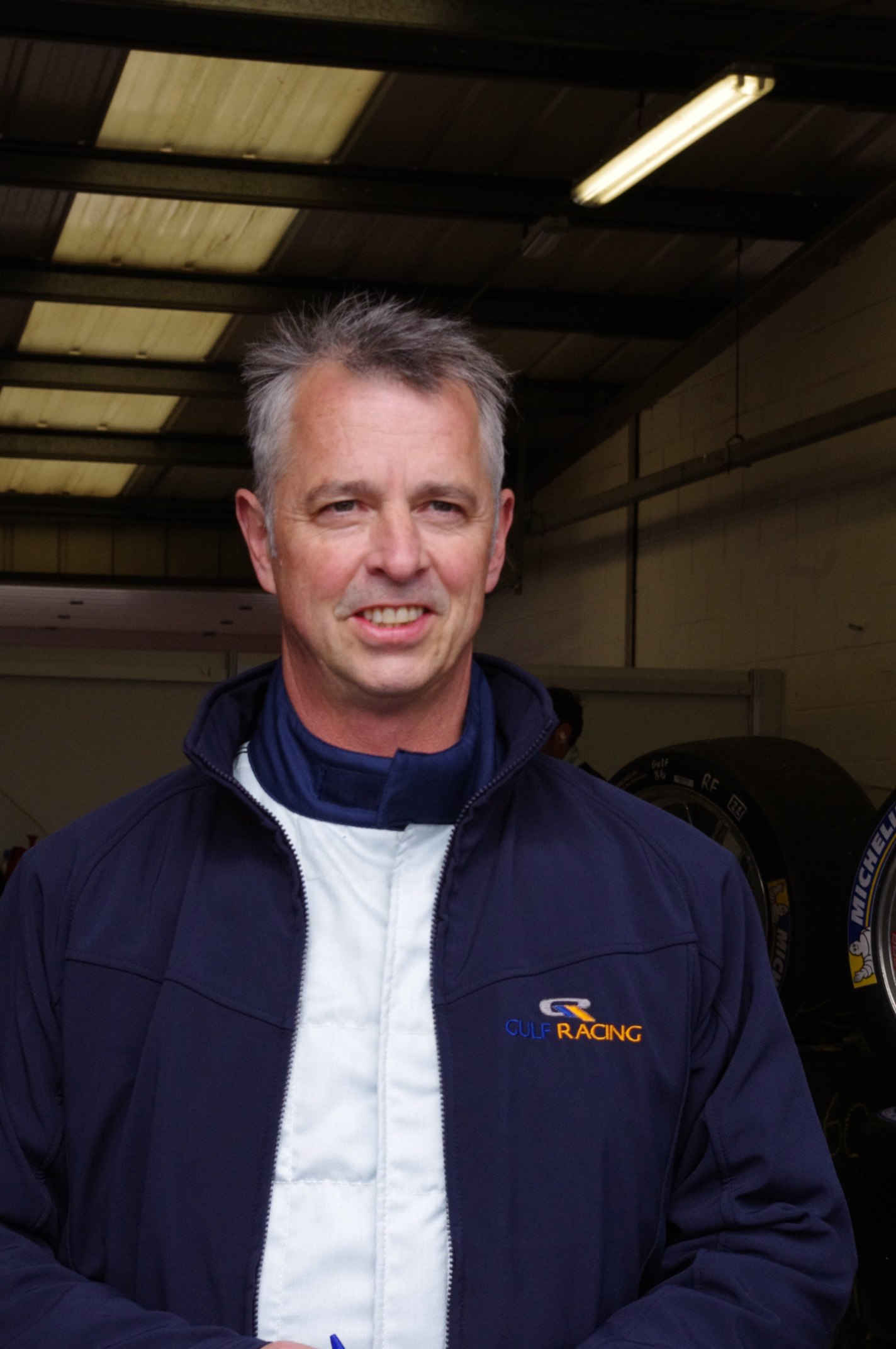
Roald Goethe 2014

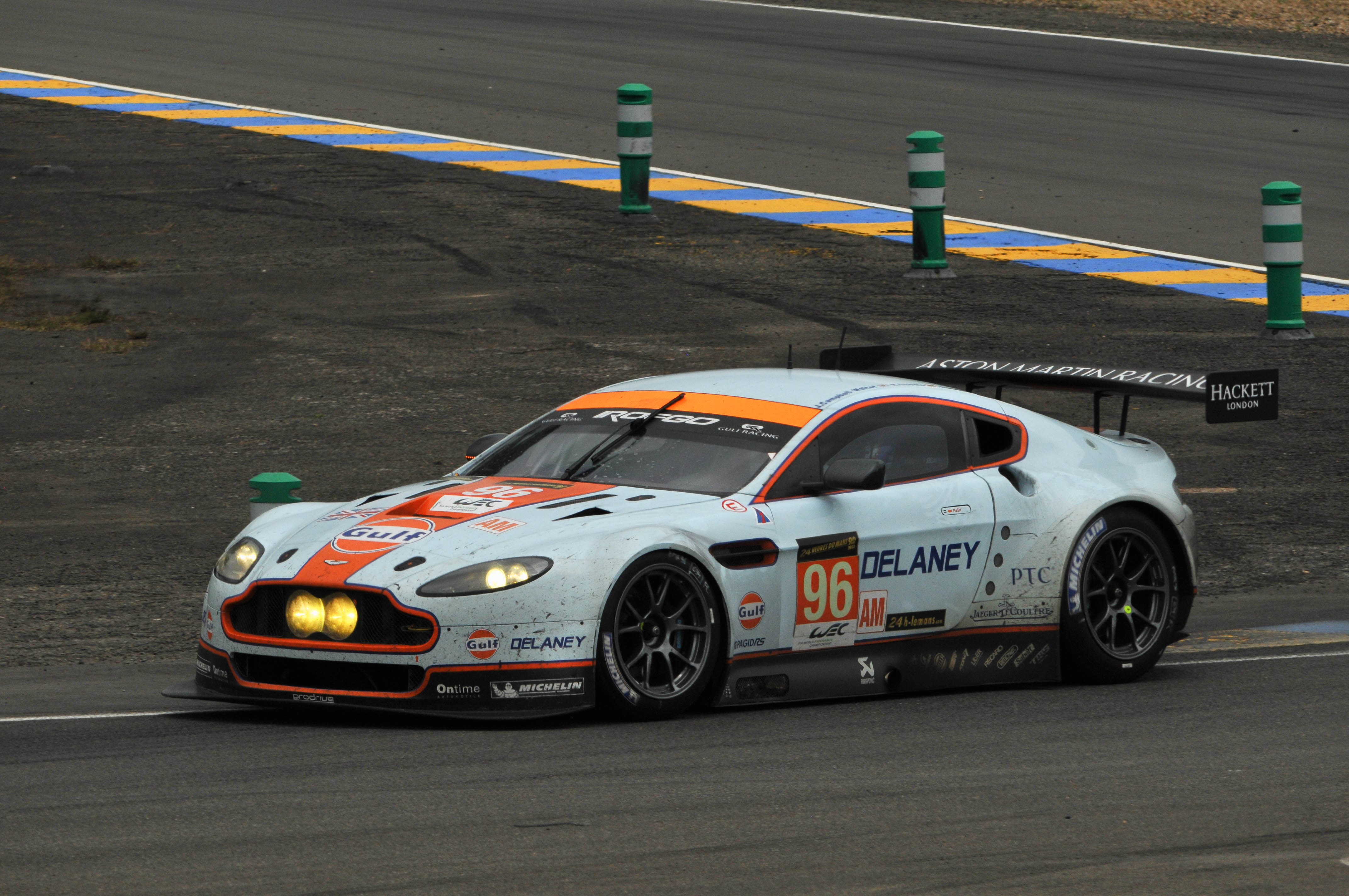
Der Aston Martin Vantage GTE von Jamie Campbell-Walter, Stuart Hall und Roald Goethe beim 24-Stunden-Rennen von Le Mans 2013

Roald Fridtjof Goethe (* 2. März 1960 in Hamburg) ist ein deutscher Unternehmer und Autorennfahrer.

## Unternehmer
Roald Goethe ist im Erdöl- und Rohstoffhandel tätig. Von 1994 bis 2005 arbeitete er bei Trafigura als Trader. Nach einer Zeit der Selbständigkeit kehrte er im November 2016 in leitender Funktion zu Trafigura zurück. Er übernahm die Zuständigkeiten für das gesamte Afrika-Geschäft.

## Karriere im Motorsport
Roald Goethe ist Sammler historischer Rennfahrzeuge und kam über Renneinsätze mit diesen Fahrzeugen zum aktuellen Motorsport. So fuhr er unter anderem einen Ferrari Dino 246F1 beim Bahrain Classic 2009. Nach ersten Einsätzen im VdeV Endurance Challenge Renault Clio Cup in Magny-Cours fuhr er ab der Saison 2010 regelmäßig GT-Rennen. Nach einem Jahr mit einem Lamborghini Gallardo wechselte er 2012 zu GT-Rennwagen von Aston Martin. Goethe erwarb dazu die jeweiligen Fahrgestelle, die bei Prodrive aufgebaut und von Aston Martin Racing eingesetzt wurden. 
Goethe ging sowohl in der European- und American Le Mans Series an den Start und fuhr in der Blancpain Endurance Series. Dreimal nahm Goethe in der GTE-Am-Klasse an den 24 Stunden von Le Mans und einmal am 12-Stunden-Rennen von Sebring teil. 2015 hatte er einen schweren Unfall, als er vom späteren Gesamtsieger Nico Hülkenberg im Porsche 919 Hybrid beim Überrunden abgedrängt wurde und knapp vor Start-und-Ziel hart in eine Mauer einschlug. Goethe verbrachte einige Zeit im Krankenhaus, konnte aber wieder vollständig genesen und seine Karriere fortsetzen.
Roald Goethe ist verheiratet, Vater zweier Kinder (darunter der Rennfahrer Oliver Goethe) und lebt in Monaco und Dubai.

## Statistik

### Le-Mans-Ergebnisse
| Jahr | Team                 | Fahrzeug                    | Teamkollege           | Teamkollege     | Platzierung | Ausfallgrund |
| ---- | -------------------- | --------------------------- | --------------------- | --------------- | ----------- | ------------ |
| 2011 | Gulf AMR Middle East | Aston Martin V8 Vantage GT2 | Fabien Giroix         | Mike Wainwright | Ausfall     | Unfall       |
| 2013 | Aston Martin Racing  | Aston Martin Vantage GTE    | Jamie Campbell-Walter | Stuart Hall     | Rang 30     |              |
| 2015 | Aston Martin Racing  | Aston Martin Vantage GTE    | Francesco Castellacci | Stuart Hall     | Ausfall     | Unfall       |

### Sebring-Ergebnisse
| Jahr | Team                 | Fahrzeug                | Teamkollege   | Teamkollege     | Platzierung | Ausfallgrund |
| ---- | -------------------- | ----------------------- | ------------- | --------------- | ----------- | ------------ |
| 2011 | Gulf AMR Middle East | Aston Martin V8 Vantage | Fabien Giroix | Mike Wainwright | Ausfall     | Mechanik     |